# Sinomiopteryx grahami
Sinomiopteryx grahami es una especie de mantis de la familia Thespidae.

## Distribución geográfica
Se encuentra en China.